# Lupeneffekt
Der Lupeneffekt entsteht meistens unerwünscht bei der Stereo-Tonaufnahme in Laufzeitstereofonie, wenn das AB-Mikrofonsystem bei der Aufnahme sich zu nah an der Schallquelle befindet. Es kommen dann zu den gewünschten Laufzeitdifferenzsignalen Δ t auch noch starke Anteile der Pegeldifferenz Δ L hinzu. Schallanteile, die nur wenig neben der Mittellinie des Mikrofonsystems liegen, werden voll aus der Richtung der Stereo-Lautsprecher lokalisiert. Die Schallquelle wird daher unnatürlich breit, wie mit einer Lupe vergrößert, auf der Stereobasis abgebildet, und führt zum starken Springen von Schallanteilen. Die Schallquellen sammeln sich außen in den Lautsprechern und hinterlassen indirekt somit das sogenannte „Loch in der Mitte“. Wenn man sich mit einer Lupe einer Zeitung nähert, dann streben die Buchstaben auch nach außen zum Rand der Lupe hin. Darum heißt dieser Vorgang plastisch eben „Lupeneffekt“.
Auch wird dieses „Breitmachen“ in der Unterhaltungsmusik extra als Effekt angewendet, wie zum Beispiel als AB-Overhead-Mikrofon-Anordnung beim Schlagzeug, im Klavier oder bei der Aufnahme von Perkussionsinstrumenten allgemein.
Nicht zu verwechseln ist der Effekt, dass die Schallquellen sich fast nur in den Lautsprechern sammeln, bei einer Stereo-Aufnahme in Laufzeitstereofonie, bei der die Mikrofonbasis a des Mikrofonsystems recht groß (über einen Meter) ist und damit der Aufnahmebereich sehr klein wird.